# هگزافلوئورواستیل‌استون
هگزافلوئورواستیل‌استون (به انگلیسی: Hexafluoroacetylacetone) با فرمول شیمیایی C۵H۲F۶O۲ یک ترکیب شیمیایی با شناسه پاب‌کم ۲۴۸۷۴۴۶۲ است. که جرم مولی آن ۲۰۸٫۰۶ g/mol می‌باشد. شکل ظاهری این ترکیب، مایع بی‌رنگ است.